# Corral de comedias de Almagro

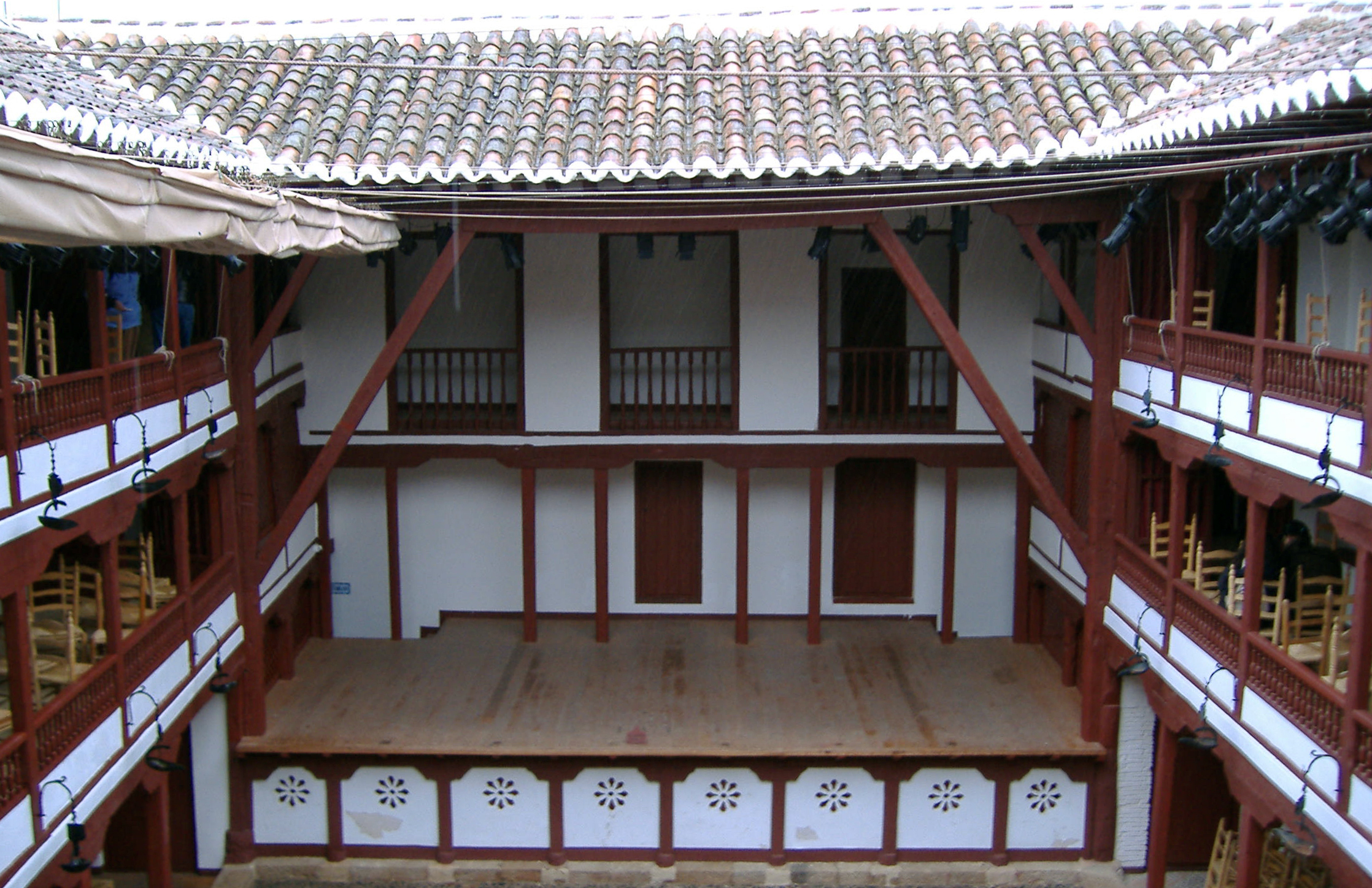
Vista de la escena del Corral de Comedias de Almagro.

El Corral de Comedias de Almagro está situado en la Plaza Mayor de esta ciudad manchega.
Declarado Monumento Nacional el 4 de marzo de 1955, mantiene la estructura original de los Corrales de comedias del siglo XVII, probablemente por la continuidad de su uso como mesón.
Es el único ejemplo de teatro de este tipo conservado en su integridad; que se dio tanto en la España del siglo XVII como en la Inglaterra del teatro isabelino.
A raíz de la popularidad del Festival de Teatro Clásico de Almagro y del Corral de Comedias, en 1994 se instaló en Almagro el Museo Nacional del Teatro, donde se reúne la historia y evolución del teatro en España.

## Historia

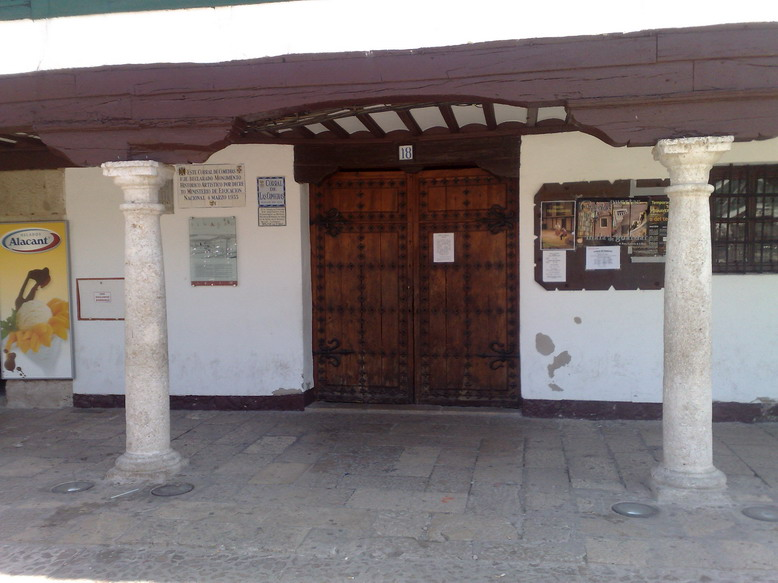
Puerta de entrada al Corral de Comedias.

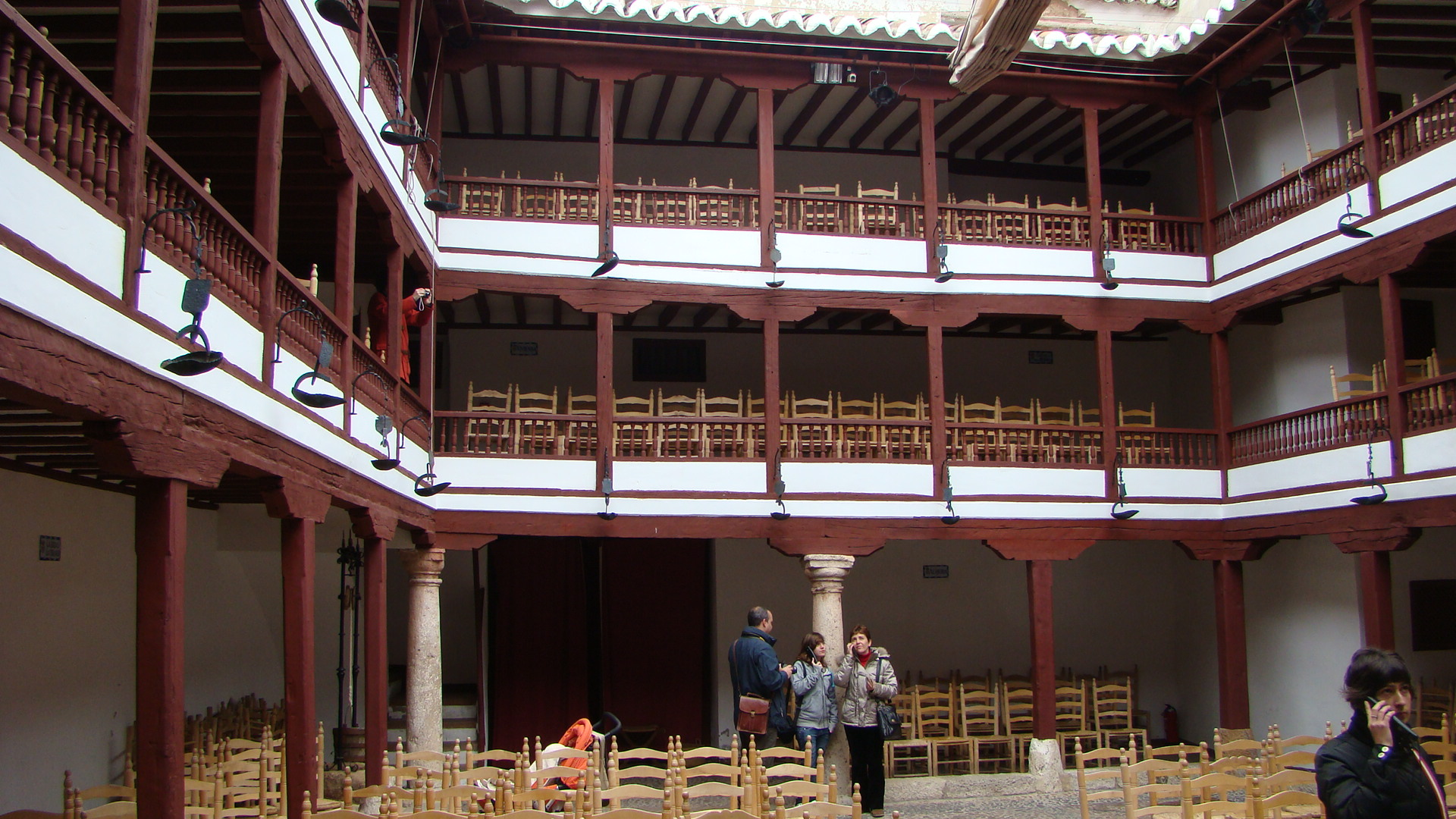
Vista de los palcos.

Investigaciones históricas realizadas a finales del siglo XX dieron a conocer la fecha de construcción del Corral, así como multitud de detalles sobre sus orígenes y evolución. El teatro se construyó en 1628 mediante la ampliación del conocido hasta entonces como Mesón del Toro tras la adquisición de propiedades vecinas, tarea que realizó don Leonardo de Oviedo, clérigo presbítero de la desaparecida y cercana parroquia de San Bartolomé el antiguo. Descendiente de una familia de origen judío, para las obras de construcción del teatro llegó a realizar un desembolso de 5.000 ducados, una auténtica fortuna de la época. En su origen, el Corral de comedias ocupaba una superficie de 622 m², algo más del doble de lo que se conserva en la actualidad. Para más detalles sobre los orígenes del Corral de Comedias de Almagro, se recomienda la consulta las investigaciones de Mª Concepción García de León Álvarez.
La primera representación de la que se tiene referencia fue a cargo de la compañía de Juan Martínez en 1629, una de las doce compañías "de Título". En el siglo XVIII, con la prohibición de los corrales, se convierte en el Mesón de la Fruta, conociéndose desde mediados del siglo XIX como la Posada de las Comedias. En 1950, el dueño de dicha posada, mientras realizaba unas obras, encontró una baraja española pintada a mano fechada a principios del siglo XVIII. Puso el hallazgo en conocimiento del Ayuntamiento y su alcalde, Julián Calero, la trasladó al gobernador civil de la provincia. José María del Moral, por éste y otros documentos, supuso que en ese lugar podría haber existido un corral de comedias.
Se iniciaron las obras y apareció la zona del escenario prácticamente intacta, momento en el que se decidió recuperar tan magnífico espacio, que estaba muy parcelado y en manos de distintos dueños. Tras el proceso de expropiación y restauración oportunos, se inauguró en 1952 este espacio único en el mundo, testimonio de una de las épocas más fecundas y brillantes del teatro. Durante el Siglo de Oro toda manifestación teatral era conocida como "comedia", salvo los autos sacramentales. El público acudía a la comedia, aunque lo representado fuera drama o tragedia. Las representaciones se organizaban en función de las siguientes normas:
- La temporada comenzaba el domingo de resurrección y terminaba el miércoles de ceniza.
- Estaba prohibido fumar, por el riesgo de incendio.
- De octubre a abril la comedia empezaba a las dos de la tarde, en primavera a las tres y a las cuatro en verano, para finalizar antes de la puesta de sol. Su duración estaba entre cuatro y seis horas.
- La estructura de una función era: Loa, primera jornada (acto), entremés, segunda jornada, jácaras o mojigangas, tercera jornada y baile final.
- Los hombres y mujeres no podían estar juntos. Los hombres ocupaban el patio (en gradas laterales, bancos en el patio y de pie) y las mujeres en la grada de las cazuelas. El único sitio donde se les permitía estar juntos era en los aposentos de los corredores.
- Los niños no podían entrar.
- El precio de la entrada no era un precio global como hoy lo conocemos. Entonces se pagaban distintas entradas: una a la entrada, otra para la hermandad o beneficiario y otra para sentarse. La compañía raramente llegaba al 20 % de lo recaudado.
- En ciudades universitarias estaba prohibido representar entre semana para que los estudiantes no se distrajeran.
- Dos de las figuras más características de los corrales eran: 
  - El mantenedor del Orden. Mozo recio del lugar que, provisto de un buen garrote, templaba los ánimos de todos aquellos que se exaltaban.
  - El apretador. Al no existir un aforo determinado, todo el que pasaba tenía derecho a sentarse.

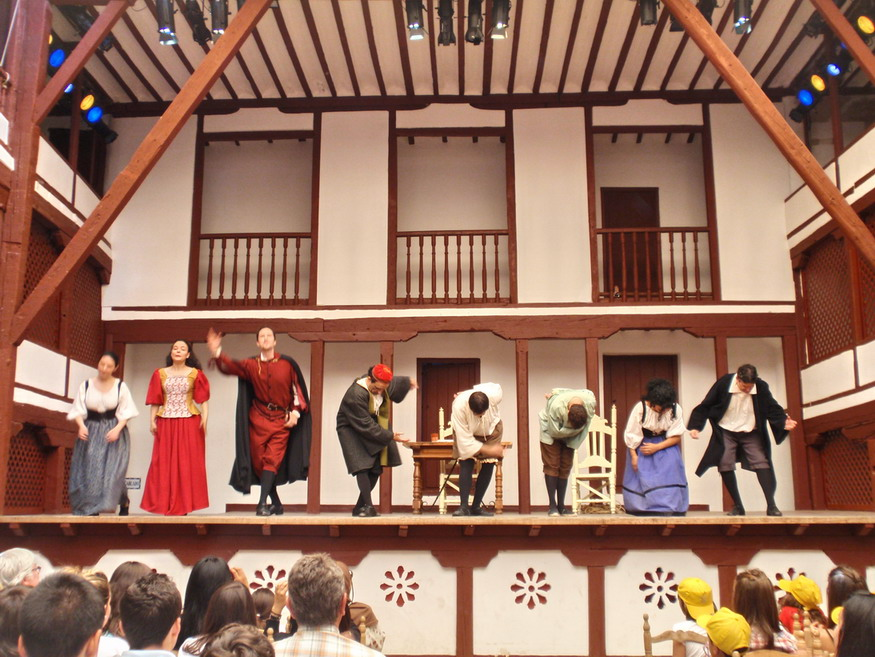
Representación de la comedia El médico a palos de Molière.

En los corrales de comedias no había aseos y las condiciones higiénicas no eran las más adecuadas. Con la llegada, a mediados del siglo XVIII, de distintos gobiernos ilustrados, durante el reinado de Felipe V, se empiezan a prohibir las representaciones en estos locales, debido a la falta de higiene, el riesgo de incendio y los desórdenes que en ellos se producían. A esto hay que añadir el desarrollo de una burguesía que no quiere asistir a las comedias en espacios incómodos y la aparición de espectáculos metateatrales como la ópera que requieren de espacios cerrados con un tratamiento acústico específico.
A finales del siglo XVIII se decretó la prohibición total y los corrales sufrieron distintas suertes, así el Corral de Comedias de Almagro se siguió utilizando como lo que siempre fue: mesón y posada, lo que contribuyó a su conservación.
La recuperación de este espacio en 1952, tras retirar los muros que tapiaron parte de sus estancias, dio origen al Festival de Teatro Clásico de Almagro. Para su reapertura, se representaron El retablo de las maravillas y La guarda cuidadosa, de Miguel de Cervantes, a cargo del TEU. De carácter internacional, se celebra durante los meses de julio en cinco espacios distintos teniendo como referente el corral de comedias.

## Estructura

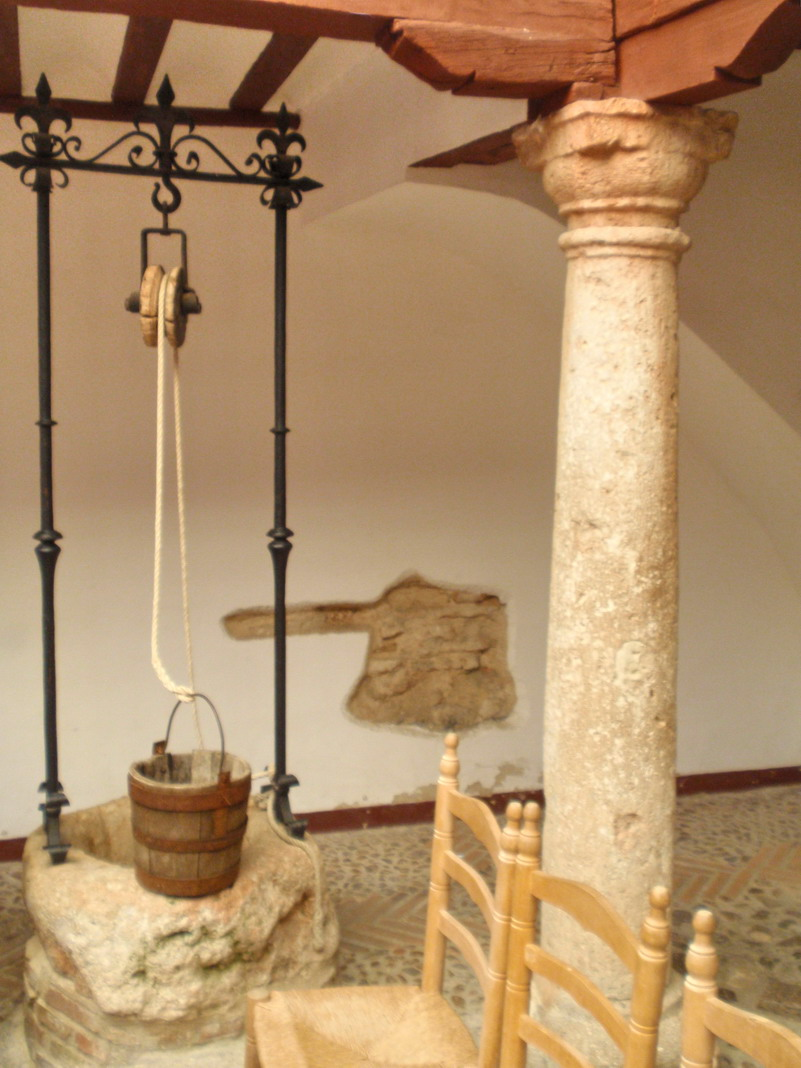
Pozo del Corral de Comedias de Almagro.

Se trata de un patio rodeado de 54 pies rectos de madera de color almagre (arcilla rojiza que da nombre a la población de Almagro). Estas apoyan sobre basas de piedra para proteger a estos de la humedad. Posee dos pisos con aposentos y ganchos para colocar el toldo que protegía a los espectadores en las horas de sol; así como los de las velas o candiles de aceite. En el patio hay un pozo situado a la entrada donde debía estar la alojería para surtir de refresco a los espectadores. 
Entre la puerta de la calle y el patio se encuentra un zaguán empedrado, como lo está toda la planta, de pequeños cantos rodados, luciendo el del zaguán la Cruz de Calatrava. En él había instalado un mesón que funcionaba regularmente hubiera o no representación. En su parte izquierda hubo un fuego manchego y en una de sus pajeras apareció la baraja fechada en 1725. Desde el mismo se abría una cancela de madera que comunicaba directamente con el patio.
En los dos laterales se completaban con estrados o gradas que eran ocupados por comerciantes, militares, funcionarios, gente de un nivel social más elevado que en el resto del patio que solo podía ser ocupado por gente llana y al que se llamaría Patio de los Mosqueteros. "...concurren en ellos con su capa, espada y daga y todos se llaman caballeros, hasta los zapateros, y éstos son los que deciden si la comedia es buena o mala; y a causa de que la silban o aplauden, son llamados Mosqueteros, de suerte que la fama y opinión destos poetas depende dellos..."
Los aposentos privados estaban situados en los laterales del escenario y se alquilaban solo a familias nobles, por un periodo determinado de tiempo. Las tupidas celosías permitían ver sin ser vistos. Poseían accesos independientes del resto del edificio para mantener el anonimato de sus ocupantes.
La cazuela era el lugar desde donde veían la representación las mujeres. Así lo exigía la estricta moral de aquella época. Estaba situado enfrente del escenario, en la primera planta del edificio. Los accesos eran independientes del patio y corredores, y comunicaban con la entrada mediante una o varias escaleras. El corredor situado encima de la cazuela lo ocupaban habitualmente las instituciones, tanto civiles como eclesiásticas.
Los corredores laterales estaban entre la cazuela y los aposentos privados. Se dividían en estancias que se alquilaban a familias. Son los antecedentes del palco.
El escenario, el lugar donde se representaba, está situado en la parte opuesta de la entrada y detrás se encuentran los camerinos. La pared del fondo cuenta en su parte superior con un corredor de tres balcones de barandilla que asoman a la escena, y en el lado derecho la puerta de acceso a los cómicos. Bajo el entarimado está el foso, donde se alojaba la compañía con todos sus enseres.
El recinto cuenta con un aforo de unas trescientas personas.